# Laguna Chica, Chiapas
Laguna Chica är en ort i Mexiko.   Den ligger i kommunen Pantepec och delstaten Chiapas, i den sydöstra delen av landet, 700 km öster om huvudstaden Mexico City. Laguna Chica ligger 1 655 meter över havet och antalet invånare är 130.
Terrängen runt Laguna Chica är kuperad åt sydväst, men åt nordost är den bergig. Runt Laguna Chica är det ganska tätbefolkat, med 90 invånare per kvadratkilometer. Närmaste större samhälle är Tapilula, 4,9 km öster om Laguna Chica. I omgivningarna runt Laguna Chica växer i huvudsak städsegrön lövskog.